# Hermann Timm
Hermann Timm (* 21. Mai 1938 in Sieseby an der Schlei) ist ein evangelischer Theologe. 

## Leben
Timm studierte evangelische Theologie und Philosophie in Kiel, Berlin, Göttingen und Heidelberg; seine Lehrer waren unter anderen Karl Löwith, Gerhard von Rad, Günter Bornkamm und Hans-Georg Gadamer. Er promovierte im Wintersemester 1965/66 an der Universität Heidelberg zum Dr. theol. mit einer Arbeit über Albrecht Ritschl und Wilhelm Herrmann und zum Dr. phil. mit der Arbeit Die Spinozarenaissance. 1976 habilitierte er sich an der Universität Heidelberg für das Fach Systematische Theologie mit einer Arbeit über den Johannismus. 1982 wurde er apl. Professor an der Universität Heidelberg. Von 1987 bis 2003 war er Professor für Systematische Theologie an der Universität München. 1994 gewann er den Bad Herrenalber Akademiepreis. Zu seinen Schülern gehören Markus Buntfuß, Klaas Huizing und Christian Senkel.

## Werke
- Friedrich Naumanns theologischer Widerruf. Ein Weg protestantischer Sozialethik im Übergang vom 19. zum 20. Jahrhundert, München 1967 (ThEx NF 141).
- Theorie und Praxis in der Theologie Albrecht Ritschls und Wilhelm Herrmanns. Ein Beitrag zur Entwicklungsgeschichte des Kulturprotestantismus, Gütersloh 1967 (SEE 1).
- Glaube und Naturwissenschaft in der Theologie Karl Heims, Witten/Berlin 1968.
- Studien zur Religionsphilosophie der Goethezeit, Bd. 1: Gott und die Freiheit. Die Spinozarenaissance, Frankfurt/M. 1974.
- Die heilige Revolution. Das religiöse Totalitätskonzept der Frühromantik: Schleiermacher - Novalis - Friedrich Schlegel, Frankfurt/M. 1978.
- Geist der Liebe. Die Ursprungsgeschichte der religiösen Anthropotheologie (Johannismus), Gütersloh 1978.
- Fallhöhe des Geistes. Das religiöse Denken des jungen Hegel, Frankfurt/M. 1979.
- Zwischenfälle. Die religiöse Grundierung des All-Tags, Gütersloh 1983.
- Phänomenologie des Heiligen Geistes, Bd. 1: Das Weltquadrat. Eine religiöse Kosmologie, Gütersloh 1985.
- Diesseits des Himmels. Von Welt- und Menschenbildung, Gütersloh 1989.
- Das ästhetische Jahrzehnt. Zur Postmodernisierung der Religion, Gütersloh 1990.
- Geerdete Vernunft. Von der Lebensfrömmigkeit des Okzidents, Hamburg/Zürich 1991.
- Phänomenologie des Heiligen Geistes, Bd. 2: Von Angesicht zu Angesicht. Sprachmorphische Anthropologie, Gütersloh 1992.
- Wahr-Zeichen. Angebote zur Erneuerung religiöser Symbolkultur, Stuttgart/Berlin/Köln 1993.
- Sage und Schreibe. Inszenierungen religiöser Lesekultur. Kampen 1995.
- Dichtung des Anfangs. Die religiösen Protofiktionen der Goethezeit, München 1996.
- Sprachenfrühling. Perspektiven evangelisch-protestantischer Religionskultur, Stuttgart 1996.
- Wie kommen wir ins nächste Jahrtausend? Die Religion vor dem Millennium des Geistes, Hannover 1998.

## Herausgeber
Mit Franz Josef Wetz: Die Kunst des Überlebens. Nachdenken über Hans Blumenberg. Suhrkamp, Frankfurt 1999, ISBN 978-3-518-29022-4.